# Теория хаоса (фильм)
«Тео́рия ха́оса» (англ. Chaos Theory) — фильм режиссёра Маркоса Сиги, вышедший на экраны в 2008 году.

## Сюжет
Фрэнк Аллен зарабатывает себе на жизнь тем, что даёт семинары на тему рационального отношения ко времени. Но его жизнь почти что рушится, после, на первый взгляд, невинного поступка жены: она переводит будильник на десять минут назад.

## Отзывы
Отзывы на фильм в целом носят негативный характер. Так на сайте Rotten Tomatoes из 56 рецензий кинокритиков положительными являются всего 30 %, а на сайте Metacritic фильм имеет 44 балла из 100 возможных, на основе 18 обзоров.

## В ролях
- Райан Рейнольдс — Фрэнк Аллен
- Эмили Мортимер — Сьюзан Аллен
- Стюарт Таунсенд — Бадди Эндроу
- Сара Чок — Пола Кроу
- Лиза Калдер — Шерри
- Крис Уильям Мартин — Дэймон
- Кристин Шателейн — Трэйси